# Колотнеча в Панамі (фільм)
Колотнеча в Панамі (фр. Du rififi à Paname) — французький трилер 1966 року про контрабанду золота заснований на романі Огюста Ле Бретона з Жаном Габеном, Джорджем Рафтом і Гертом Фробе в головних ролях.

## Сюжет
Пол Бергер, відомий як Пауло ле Діамс, його друг Вальтер антиквар, одружений з Ірен, Джек з Лондона та мюнхенський посередник — успішні торговці золотом. Однак італійська мафія вистежує їх, прагнучи отримати свою частку, і одного дня на них нападає банда Маріо. Лондонський і мюнхенський партнери зникають. Пауло рятує журналіст Майк Копполано, який насправді є американським секретним агентом, який працює під прикриттям. Майка призначають охоронцем Пауло.
Гангстер Джуліо викрадає Ірен, і Майк стріляє в Джуліо. Волтера вбивають і Пауло присягається помститися за нього. Саме тоді мафіозі Біннаджіо пропонує угоду, щоб Пауло і Маріо помирилися. Банда Маріо з італійського мафіозного синдикату наполягає на ліквідації Пауло та його охоронців.
Пауло розлючується і планує підірвати бомбу, щоб знищити усю італійську банду Маріо, яка зібралася у великому паризькому готелі, щоб попросити його поділитися прибутками від торгівлі. За дві хвилини до вибуху він залишає зустріч і тікає, але на виході його зупиняє поліція, і він розуміє, що саме фальшивий журналіст Майк врятував його від смертельного нападу Маріо якого він долучив до своїх охоронців. Пауло ле Діамса, двох його охоронців та тих, хто вижив після бомби, заарештовують.

## У ролях
- Жан Габен . . . Пол Бергер
- Герт Фребе . . . Вальтер
- Джордж Рафт . . . Чарльз Біннаджіо
- Надя Тиллер . . . Ірен
- Клаудіо Брук . . . Майк Копполано
- Мірей Дарк . . . Принцеса Лілі
- Марсель Боццуффі . . . ганстер
- Клод Брассер . . . Джуліо
- Даніель Чеккалді . . . Комісар Ноель

## Історія створення
Продюсер Моріс Жакен зняв фільм після успіху «Тоннер де Дьє». На нього також сильно вплинула нинішня популярність Джеймса Бонда та фільмів про ОСС 117. Справжньою зіркою фільму став Клаудіо Брук, мексиканський актор, який працював з Луїсом Бунюелем. Режисери сподівалися на міжнародну аудиторію і запросили кількох не французьких акторів, зокрема Герта Фребе та Джорджа Рафта. «Панама» у назві не має жодного стосунку до центральноамериканської країни. Paname на французькому блатному жаргоні означає «Париж», де відбувається основна дія роману і поставленого по ньому фільму.

## Відгуки
The New York Times назвав фільм «звивистою, ходульною і надзвичайно пласкою мелодрамою», яка «оживає наприкінці», коли Габен зустрічається з Джорджем Рафтом, і «ці двоє чоловіків дивляться один на одного, як дві королівські кобри» з «моторошною достовірністю». Фільм мав помірний успіх у французькому прокаті.

## Белградський теракт
13 липня 1968 року під час показу цього фільму в кінотеатрі «20. oktobar» у Белграді, Югославія, вибухнула бомба, внаслідок чого одна людина загинула і 89 отримали поранення. Хорват Міленко Гркач був визнаний винним у нападі і засуджений до смертної кари.